# Ninja Baseball Bat Man
Ninja Baseball Bat Man es un videojuego arcade beat 'em up de 1993 desarrollado y publicado por Irem.

## Jugabilidad
El juego permite que hasta cuatro jugadores jueguen simultáneamente. Cada jugador elige entre cuatro personajes: Captain Jose, Twinbats Ryno, Beanball Roger y Stick Straw. El objetivo del juego es recuperar varios artefactos robados del Salón de la Fama del Béisbol, tarea que les ha sido encomendada por el Comisionado del Béisbol. Cada etapa se desarrolla en varias partes de los Estados Unidos. El jugador o jugadores deben derrotar a un personaje jefe al final de cada etapa. Como en la mayoría de los videojuegos arcade, los jugadores pueden introducir tres letras u otros caracteres de texto para registrar su puntuación cuando terminan de jugar, independientemente de si han ganado o perdido en el juego.
Al igual que el anterior juego de arcade beat 'em up de Irem, Undercover Cops, Ninja Baseball Bat Man cuenta con personajes jugables con varios movimientos de lucha diferentes que se realizan introduciendo varios comandos mediante un joystick de 8 direcciones y dos botones (ataque y salto), incluyendo movimientos de "bomba inteligente" o "screen zapper" que sacrifican la salud para aniquilar a todos los enemigos de la pantalla.  El juego también permite a los jugadores realizar combos, lanzamientos y ataques rápidos contra varios enemigos. Cuando la barra de salud del jugador parpadea en rojo, se pueden realizar más movimientos siempre que el jugador no recupere o pierda completamente la salud. A lo largo del juego hay objetos que incluyen comida americana y japonesa para restaurar la salud, armas alternativas como pelotas de béisbol y shurikens, o elementos que llaman a las animadoras para que destruyan a los enemigos en la pantalla o dejen caer una gran cantidad de comida. También hay minijuegos después de cada jefe antes de derrotar al último.

## Desarrollo
Irem America abrió su oficina en Estados Unidos en 1988, en Redmond (Washington), dirigida por Frank Ballouz (fundador de Fabtek, una próspera empresa de kits de vídeo y antiguo editor norteamericano de varias máquinas recreativas de Seibu Kaihatsu y TAD Corporation) y el director nacional de ventas Drew Maniscalco. Durante esta época, Drew creó el concepto del videojuego "Ninja Baseball Bat Man" (incluyendo el título en inglés, el argumento y los personajes) y lo licenció a Irem America en 1991. Para ilustrar los bocetos de los personajes, Drew contrató al conocido artista de pinball de Gottlieb, Gordon Morison.
El concepto de Drew surgió después de leer en un periódico USA Today las películas más taquilleras de la época. Una era Teenage Mutant Ninja Turtles; la otra, una de las películas de Batman (posiblemente Batman Returns). Después de eso, empezó a crear su propio superhéroe influenciado por lo que veía en el periódico USA Today. Durante el desarrollo de su concepto, le gustaba la palabra ninja, porque le sonaba misteriosa. Dio a los protagonistas bates de béisbol y pelotas de béisbol como armas principales, además de vestirlos con uniformes de béisbol, porque Drew es un fanático del béisbol. Drew pensó que la idea del bate de béisbol era también probablemente una influencia de la película de 1973 Walking Tall. Así fue también como se le ocurrió el título en inglés del juego. En Japón, sin embargo, el personal de Irem of Japan ideó el nombre japonés del juego como referencia a numerosos programas de televisión tokusatsu, sobre todo la serie Super Sentai. Posteriormente, Drew creó el concepto de los demás personajes, como los enemigos. Para ilustrar los bocetos de los personajes, Drew contrató al conocido artista de pinball de Gottlieb, Gordon Morison.
La idea original de Drew para el videojuego era la de un videojuego de plataformas de 1 jugador, basado en la aventura, similar al Super Mario Bros. de Nintendo. Sin embargo, debido al gran éxito de ventas de varios juegos de 4 jugadores (la mayoría de ellos beat 'em ups), Drew añadió 3 jugadores en un esfuerzo por competir con los juegos de 4 jugadores. Mientras que el título y los personajes eran el concepto de Drew, Irem Japan programó el juego arcade y modificó el aspecto de su prototipo. A Drew no le importó que fuera diferente, ya que estaba encantado de que lo programaran ellos.
Durante el desarrollo de la versión de plataformas para dos jugadores, los dos personajes principales se llamaron "Willie" y "Mickey", en honor a los dos jugadores de béisbol favoritos de Drew en su infancia, Willie Mays y Mickey Mantle. Durante el desarrollo de la versión beat 'em up para 4 jugadores, los nombres prototipo de los cuatro personajes principales fueron Captain Jeff (rojo), Nunchaks Sugar (verde), Hammer' Eddy (amarillo) y Naginata Jimmy (azul). Más tarde, Drew ideó los nombres definitivos de los cuatro protagonistas que se utilizan actualmente en la versión acabada, cuyos nombres hacen referencia a las cuatro estrellas del béisbol durante el lanzamiento del juego arcade: Jose Canseco (rojo), Ryne Sandberg (verde), Roger Clemens (amarillo) y Darryl Strawberry (azul). En Japón, sus apellidos se cambiaron por los nombres de sus colores.

## Recepción y legado
A pesar de ser uno de los principales éxitos de las recreativas de Japón y de recibir buenas críticas durante su lanzamiento en 1993, si se compara con las ventas de otros juegos vendidos en la época, se vendió mal en el Lejano Oriente y, especialmente, en Norteamérica. De las 1042 unidades vendidas, sólo 50 se vendieron en Norteamérica, lo que hace que Ninja Baseball Bat Man sea bastante raro (sobre todo en Estados Unidos). Drew "estaba muy decepcionado con el esfuerzo de la oficina de EE.UU." A pesar de todo, la popularidad del emulador arcade MAME hizo que Ninja Baseball Bat Man ganara más popularidad años después de lo que tenía cuando se lanzó originalmente.
Un año después de la creación de su concepto y un año antes de su lanzamiento, a pesar de ser interesante en su opinión, Drew dejó la empresa en 1992 y se trasladó a Data East USA. Debido a ello, no pudo comercializar ni gestionar ninguna otra aportación relacionada con el juego. Sin embargo, según su entrevista con GameRoom, ahora posee los derechos de los productos no relacionados con el videojuego de Ninja Baseball Bat Man, mientras que Irem Japan posee los derechos de su contenido de videojuego.